# 3-Nitro-klórbenzol
A 3-nitro-klórbenzol szerves vegyület, képlete C6H4ClNO2. Sárga kristályos anyag, más vegyületek előállításának fontos kiindulási anyaga.

## Előállítása
Jellemzően klórbenzol kénsav jelenlétében végzett nitrálásával állítják elő:
C6H5Cl  +  HNO3  →   O2NC6H4Cl  +  H2O
A reakcióban az izomerek keveréke keletkezik. 30/56/14 savarány mellett a termék jellemzően 34–36% 2-nitro-klórbenzolt és 63–65% 4-nitro-klórbenzolt tartalmaz, a 3-nitro-klórbenzol részaránya csak kb. 1%.
Mivel ez az eljárás nem jó hozammal adja a 3-as izomert, ezért leggyakrabban a nitrobenzol klórozásával állítják elő 33–45 °C-on, szublimált vas(III) katalizátor mellett.
A 3-nitro-klórbenzol tisztítása viszonylag nehéz, mivel más izomerek is keletkeznek még a nitrobenzol klórozásakor is, és mindegyik izomernek hasonlóak a fizikai tulajdonságai. Az aktivált, 2 és 4 helyzetben klórt tartalmazó izomerek hidrolízise a fizikai elválasztást sokkal egyszerűbbé teszi (a 3-klór származék ellenállóbb a reakcióval szemben).

## Reakciói
A többi nitro-klórbenzol izomerrel ellentétben a meta izomerben a klórcentrum nem aktivált nukleofil szubsztitúcióval szemben. Ugyanakkor a 3-nitro-klórbenzol más hasznosítható reakciókat ad. Fe/HCl-as redukciójával (Bechamp-redukció) 3-klóranilin állítható elő. A 3-nitro-klórbenzolon aromás elektrofil szubsztitúciós reakciók végezhetők, így számos termék állítható elő belőle.

## Felhasználása
Saját felhasználása nincs, de más fontos vegyületek előállításának prekurzora. Egyik fontos származéka a 3-klóranilin.

## Fordítás
Ez a szócikk részben vagy egészben  a(z)   3-Nitrochlorobenzene című angol Wikipédia-szócikk ezen változatának fordításán alapul.  Az eredeti cikk szerkesztőit annak laptörténete sorolja fel. Ez a jelzés csupán a megfogalmazás eredetét és a szerzői jogokat jelzi, nem szolgál a cikkben szereplő információk forrásmegjelöléseként.